# ヨハン・ゾファニー

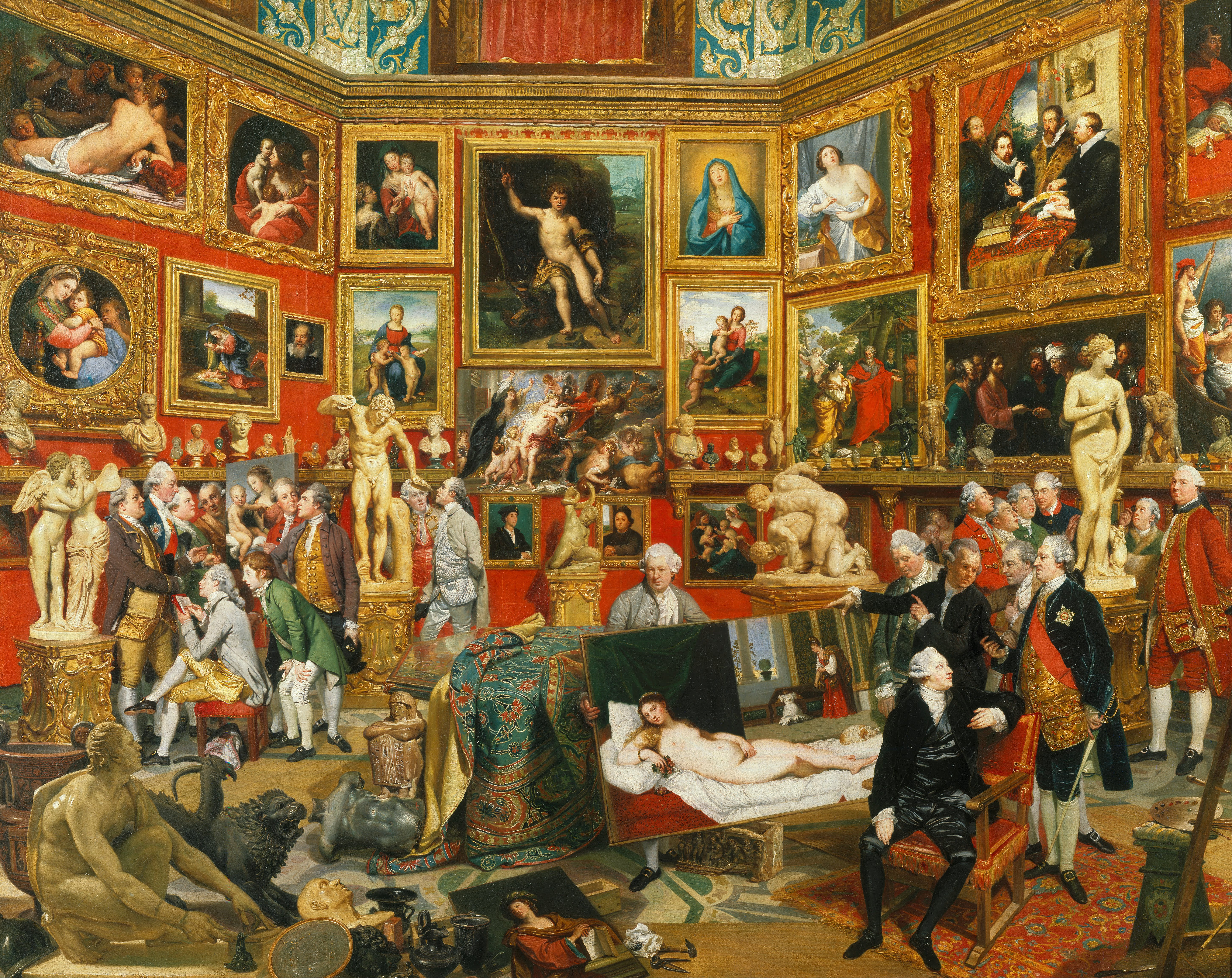
ヨハン・ゾファニー作、「ウフィツィ美術館のグランドスタンド」 (1772/1777)、ロイヤル・コレクション

ヨハン・ゾファニー（Johann Zoffany、姓の綴りはZoffanijやZoffani、Zauffallij、Zauffelijとも、1733年3月13日 - 1810年11月11日）は、ドイツ生まれの画家で、1760年からイギリスを拠点に働き、肖像画や風俗画を描いた。

## 略歴
フランクフルト・アム・マインで生まれた。父親はボヘミア出身でトゥルン・ウント・タクシス侯爵家 (Thurn und Taxis)の宮廷で働く建築家、家具製作者であった。1748年に侯爵家がフランクフルトからレーゲンスブルクに移ったために、家族とレーゲンスブルクに移り、そこでマルティン・スペール（Martin Speer: 1702-1765）という画家に絵を学んだ。1750年頃からイタリアで修行し、ローマで、アゴスティーノ・マズッチに学んだ。
ドイツに戻り、しばらく働いた後、1760年にイギリスに移り、肖像画や風俗画を描いた。人気のあった画家のウィリアム・ホガースの追随者となり、ロンドンの演劇作品の場面やデイヴィッド・ギャリックのような俳優の舞台姿を描いて人気になった。イギリス国王ジョージ3世や王妃シャーロットからも注目され、王妃の非公式の肖像画も描いた。イギリスで「conversation pieces」と呼ばれる、何人かの人物が寛いで会話している雰囲気の集団肖像画も多く描いた。
1769年にロイヤル・アカデミー・オブ・アーツの創立会員の一人になり、ロイヤル・アカデミーの会員たちを描いた集団肖像画を描いている。
イギリスを活動の拠点にしたが1776年から1779年の間はウィーンとフィレンツェに滞在し、フィレンツェでトスカーナ大公の家族の肖像画を描き、シャーロット王妃の注文でフィレンツェのウフィツィ美術館の館内を描いた作品を残した。
1783年から1789年の間はインドでコルカタなどに滞在し、ベンガル総督やインドの王族の肖像画や狩猟の場面を描いた 。
1810年にロンドン、チジックのストランド・オン・ザ・グリーン(Strand-on-the-Green)で亡くなった。

## 作品

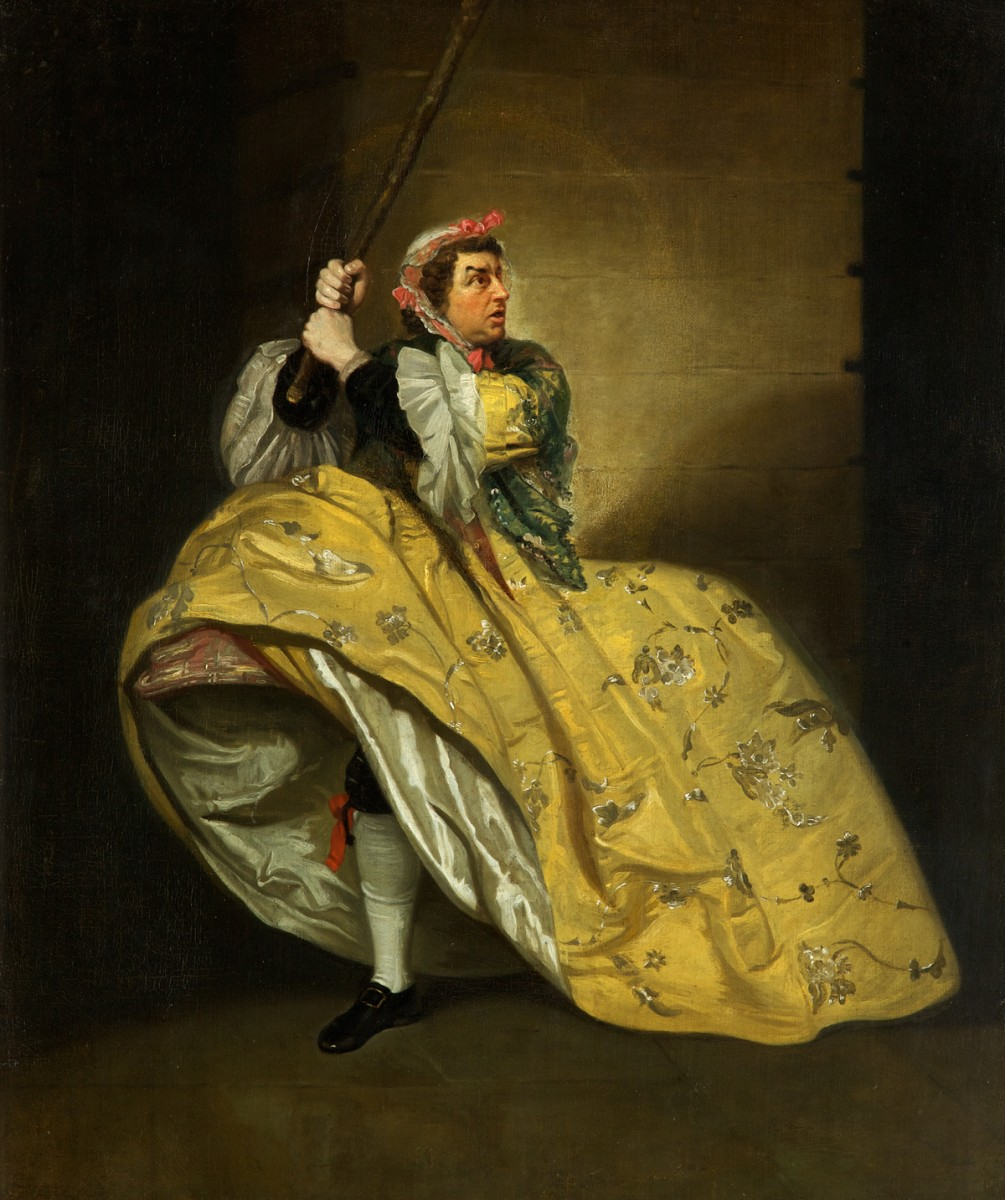
「腹を立てた女房」（ジョン・ヴァンブラの喜劇)でのデイヴィッド・ギャリック (c.1763) Brownsword Gallery
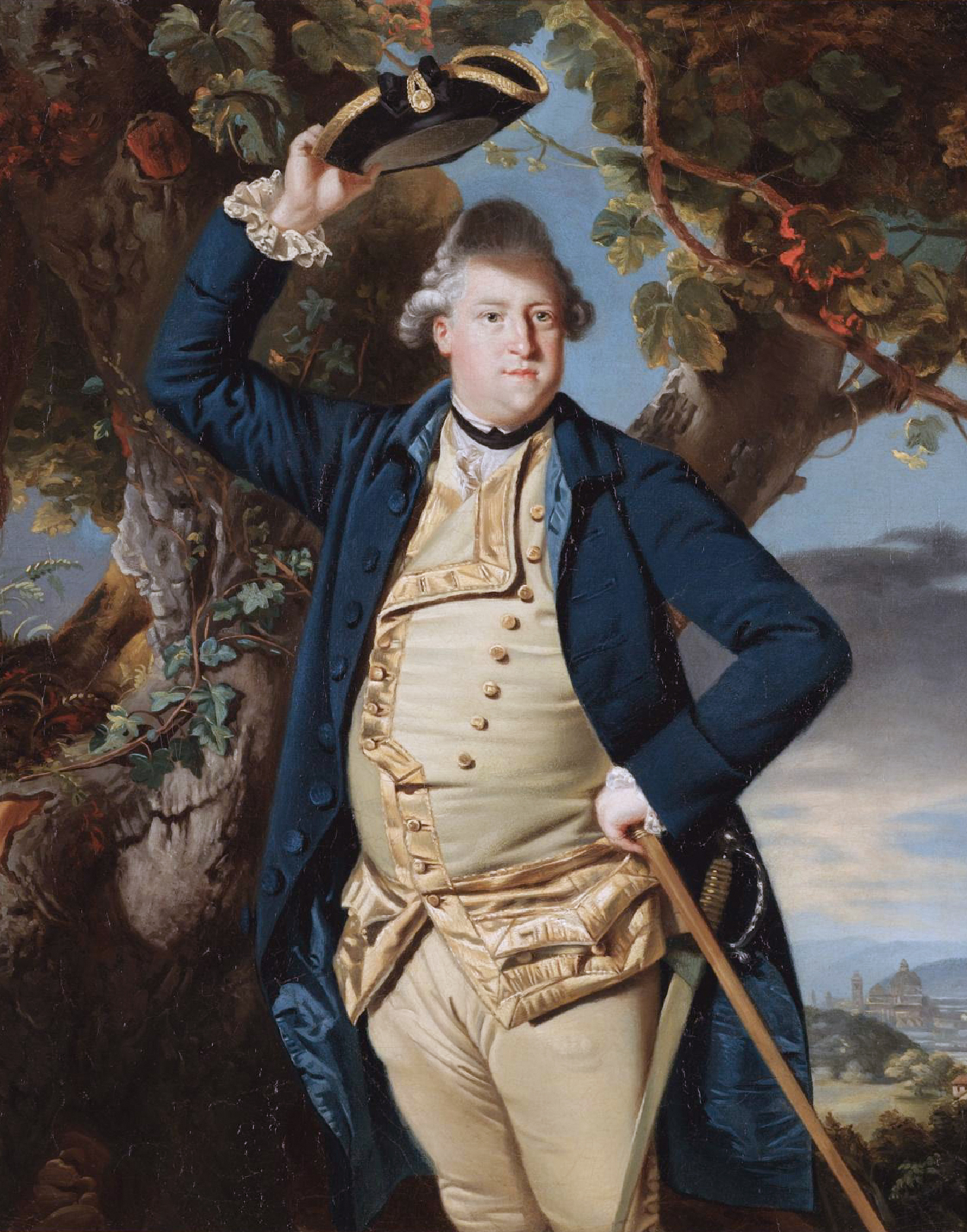
第3代クーパー伯爵
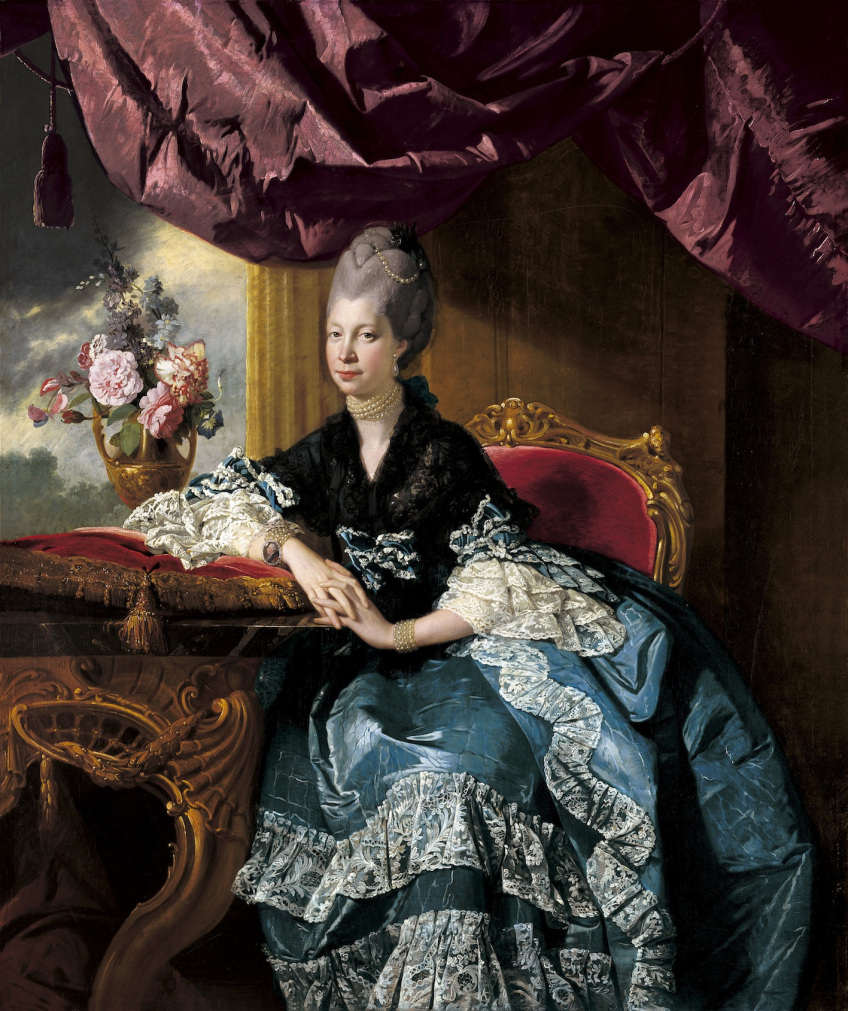
王妃シャーロット (1771) ロイヤル・コレクション
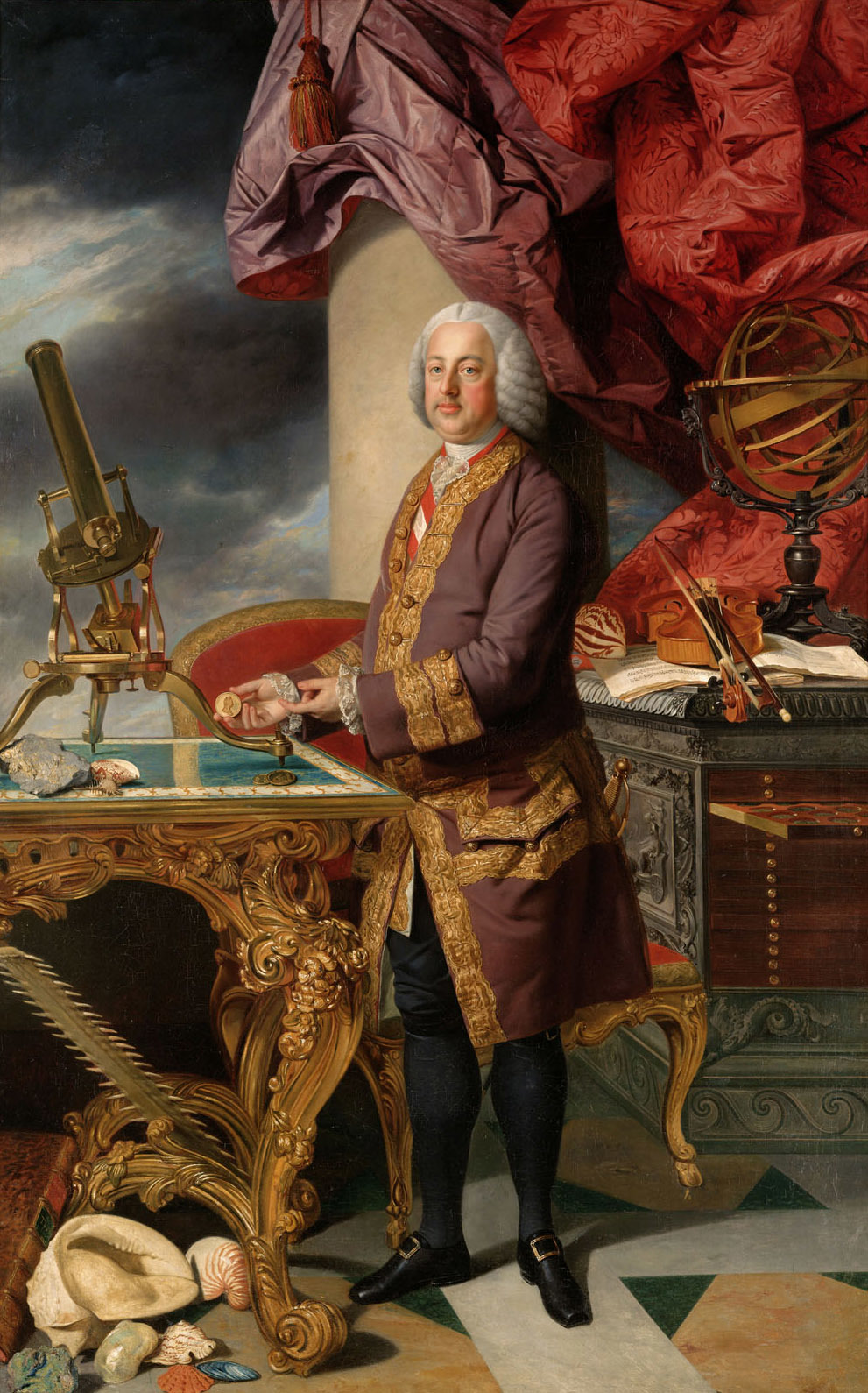
フランツ1世 (神聖ローマ皇帝) (1776/1777) 美術史美術館